# Gonadotropina corionica
La gonadotropina corionica (hCG, human chorionic gonadotropin) è un ormone prodotto dall'embrione all'inizio della seconda settimana di sviluppo, in particolare dalle cellule del sinciziotrofoblasto, un tessuto epiteliale monostratificato posto nella porzione profonda del cito-sinciziotrofoblasto, subito dopo l'impianto nell'endometrio.
Quest'ormone ha la funzione di evitare i fenomeni di atresia del corpo luteo, che prende il nome di "corpo luteo gravidico", il quale ha la funzione di produrre progesterone, indispensabile per i fenomeni di decidualizzazione dell'utero.
La molecola di hCG è un eterodimero, composto da due subunità (α e β). La subunità α ha struttura identica a quella delle altre gonadotropine (LH e FSH), mentre la subunità β è specifica di ciascun ormone. Per questo motivo, i metodi di dosaggio dell'hCG utilizzano anticorpi diretti contro la subunità β dell'hCG.
L'hCG è dosabile nel sangue con metodiche immunometriche (metodo radioimmunologico, immunoenzimatico, chemoluminescenza), dopo quattro settimane di amenorrea, mentre nelle urine è rilevabile già circa 10 giorni dopo il concepimento, quindi per un ciclo regolare di 28 giorni dal ventiquattresimo giorno dall'inizio del ciclo mestruale. La presenza di hCG implica l'avvenuto impianto dell'embrione nella decidua basale e proprio per questo motivo è utilizzato dai più comuni test di gravidanza nelle prime settimane.